# Mädchenröte

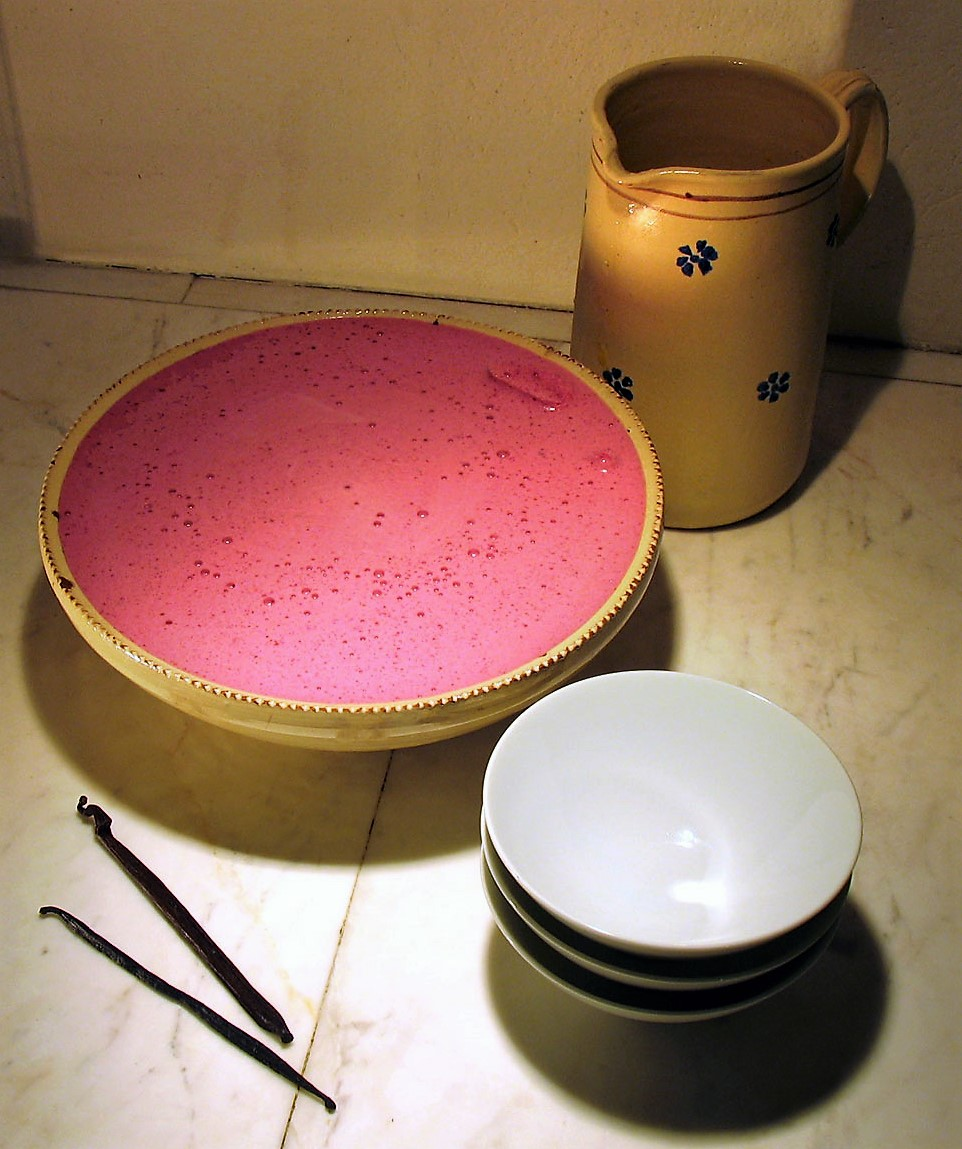
Mädchenröte

Mädchenröte ist eine traditionelle Schleswig-Holsteiner Süßspeise aus Johannisbeersaft und Eischnee. Sie hat ihren Ursprung in der Region Angeln oder angrenzenden Landesteilen.
Zur Zubereitung wird zunächst Eiweiß in einer gekühlten Schüssel zu Eischnee geschlagen und unter weiterem Schlagen der Saft von roten Johannisbeeren (oder roten und schwarzen Johannisbeeren) gemischt und Zucker hinzugegeben bis eine feinschaumige Creme entsteht. Dann wird eingeweichte Gelatine bei mäßiger Hitze in etwas Johannisbeersaft aufgelöst und unter die Masse gehoben. Schließlich wird sie einige Stunden gut gekühlt, bis sie steif geworden ist. Serviert wird Mädchenröte mit Vanillesauce oder Englischer Creme.
In einer Variante wird nur der Saft von schwarzen Johannisbeeren verwendet und keine Gelatine hinzugefügt. Diese Form der Mädchenröte ergibt einen weichen, cremigen Schaum und muss direkt nach der Zubereitung gegessen werden, da sich der Saft nach einiger Zeit wieder absetzt.
Eine weitere Variante aus der Region Dithmarschen wird wahlweise mit Johannisbeeren oder pürierten Himbeeren zubereitet und mit Vanillesauce serviert. Das traditionelle Dithmarscher Dessert wird Errötende Jungfrau genannt.
Das Dessert ist nicht zu verwechseln mit „Errötendes Mädchen“, einer ebenfalls aus der Schleswig-Holsteiner Küche stammenden Süßspeise mit Preiselbeeren, die alternativ gleichfalls als „Errötende Jungfrau“ bezeichnet wird.